# Дзядовиці
Дзядовиці (пол. Dziadowice) — село в Польщі, у гміні Малянув Турецького повіту Великопольського воєводства.
Населення — 478 осіб (2011).
У 1975-1998 роках село належало до Конінського воєводства.

## Демографія
Демографічна структура станом на 31 березня 2011 року:
|          | Загалом | Допрацездатний вік | Працездатний вік | Постпрацездатний вік |
| -------- | ------- | ------------------ | ---------------- | -------------------- |
| Чоловіки | 240     | 63                 | 156              | 21                   |
| Жінки    | 238     | 55                 | 138              | 45                   |
| Разом    | 478     | 118                | 294              | 66                   |